# Privatpilotenlizenz Hubschrauber
Der Privatpilotenlizenz Hubschrauber (PPL H) ist die in der Europäischen Union vorgeschriebene Lizenz zum Führen von Hubschraubern.

## Voraussetzung
Zu Beginn der Ausbildung zum Privathubschrauberführer muss der Anwärter mindestens das 16. Lebensjahr vollendet haben und zum Zeitpunkt des Luftfahrerscheinerwerbs das 17. Lebensjahr abgeschlossen haben. Hierzu muss der Anwärter seine Geburtsurkunde oder einen Auszug aus dem Familienbuch vorlegen. Anwärter müssen als unbedenklich gelten, weshalb diese keine Einträge im polizeilichen Führungszeugnis (O oder P) und keine schwerwiegenden Einträge im Verkehrszentralregister haben dürfen. Weiter muss jeder Anwärter die Zuverlässigkeitsüberprüfung bestehen. Auch medizinisch muss der Anwärter bestimmte Voraussetzungen erfüllen; ein Anwärter muss das fliegerärztliche Tauglichkeitszeugnis (Klasse 1 oder 2) bekommen und einen Nachweis über Kenntnisse in Erster Hilfe oder Sofortmaßnahmen vorzeigen, welche nicht älter als zwei Jahre sein dürfen.

## Theorie
Der Unterricht umfasst circa 80 Stunden in den Fächern Luftrecht, Navigation, Wetterkunde, Aerodynamik, allgemeine Luftfahrtkenntnisse, Flugleistung und Flugplanung, Funkverkehr, allgemeine Flugsicherheit, flugbetriebliche Verfahren und menschliches Leistungsvermögen.

## Praxis
Bis zur praktischen Prüfung muss der Prüfling mindestens 35 Stunden mit Lehrberechtigtem und 10 Stunden im Alleinflug verbracht haben.
Prüflinge, die bereits Flugpilot sind, können sich 10 % ihrer Flugzeit anrechnen lassen, jedoch nicht mehr als 6 Stunden.

## Gültigkeit und Umfang
Die Lizenz berechtigt:
im nichtgewerbsmäßigen Luftverkehr zu einer nichtgewerbs- und nichtberufsmäßigen Tätigkeit als verantwortlicher oder zweiter Hubschrauberführer auf Hubschraubern der im Luftfahrerschein eingetragenen Muster für Flüge am Tage. Für die Durchführung von Sichtflügen bei Nacht muss die Nachtflugqualifikation erworben werden. Der Erwerb der Nachtflugqualifikation ist frühestens beim Nachweis von 100 Hubschrauberstunden nach Erwerb der Lizenz möglich.
Im nichtgewerbsmäßigen Luftverkehr zu einer berufsmäßigen Tätigkeit als verantwortlicher Hubschrauberführer auf Hubschraubern der im Luftfahrerschein eingetragenen Muster, beschränkt auf die Ausbildung von Privathubschrauberführern innerhalb der Bundesrepublik Deutschland. Zur Ausübung dieses Rechtes muss die Lehrberechtigung eingetragen sein.
Die Gültigkeit beträgt:
60 Monate bis zur Vollendung des 30. Lebensjahres,
24 Monate bis zur Vollendung des 50. Lebensjahres,